# Jan Vinckbrug
De Jan Vinckbrug (brug 250) is een vaste brug in Amsterdam-Centrum.
De brug is gelegen in de oostelijke kade van de Amstel en overspant de Nieuwe Prinsengracht. Als men van de brug af naar het noorden kijkt ziet men in de directe omgeving alleen maar rijksmonumenten, waaronder ook de Magere Brug. Ten zuiden van de brug ligt als opvallendste gebouw Theater Carré. De brug is zelf noch rijksmonument, noch gemeentelijk monument. Het is wat wel genoemd wordt een architectonische leugen; ze ziet er oud uit, maar is het niet.
Er ligt hier al eeuwen een brug. Daniël Stalpaert, de stadsarchitect tekende al een brug in op zijn ontwerp plattegrond van 1662; er is dan nog bijna geen enkele bebouwing gepland. Hetzelfde geldt als Frederik de Wit zijn kaart in 1688 maakt; er staan wat huisjes aan de Weesperstraat en het Besjes-huys, maar dat is het dan ook. Gerrit de Broen tekende dan in 1737 daadwerkelijk een brug in, ten zuiden van de brug stond toen de Molen 't Landt van Belofte (ook wel Molen Het Land van Beloften, op de plaats van Theater Carré), verder op aan de Nieuwe Prinsengracht, dan nog Prince Graft, ligt dan de achterkant van de Stadt Hout werf. De moderne geschiedenis begint in 1869. Toen werd hier een houten ophaalbrug vervangen door een dubbele basculebrug met twee aanbruggen. De brug hield het dankzij aanpassingen in 1910, 1920, 1930 en 1942 vol tot 1959. Toen was hier een steviger brug nodig. In 1959 werd de basculebrug dan ook gesloopt en vervangen door een welfbrug. Deze paste volgens de gemeente Amsterdam beter in het straatbeeld (dan een moderne betonnen brug), maar historisch inaccuraat. Er had hier tot dan toe nooit een welfbrug gelegen.  
De brug is vernoemd naar Johannes Jacobus (Jan) Vinck (1929-1995) een plaatselijk bekend persoon. Hij behartigde de belangen van de bewoners van deze buurt via Stichting Tussen Amstel en Weesper. Hij was voorts vrijwilliger in belangen voor allochtonen en ouderen.

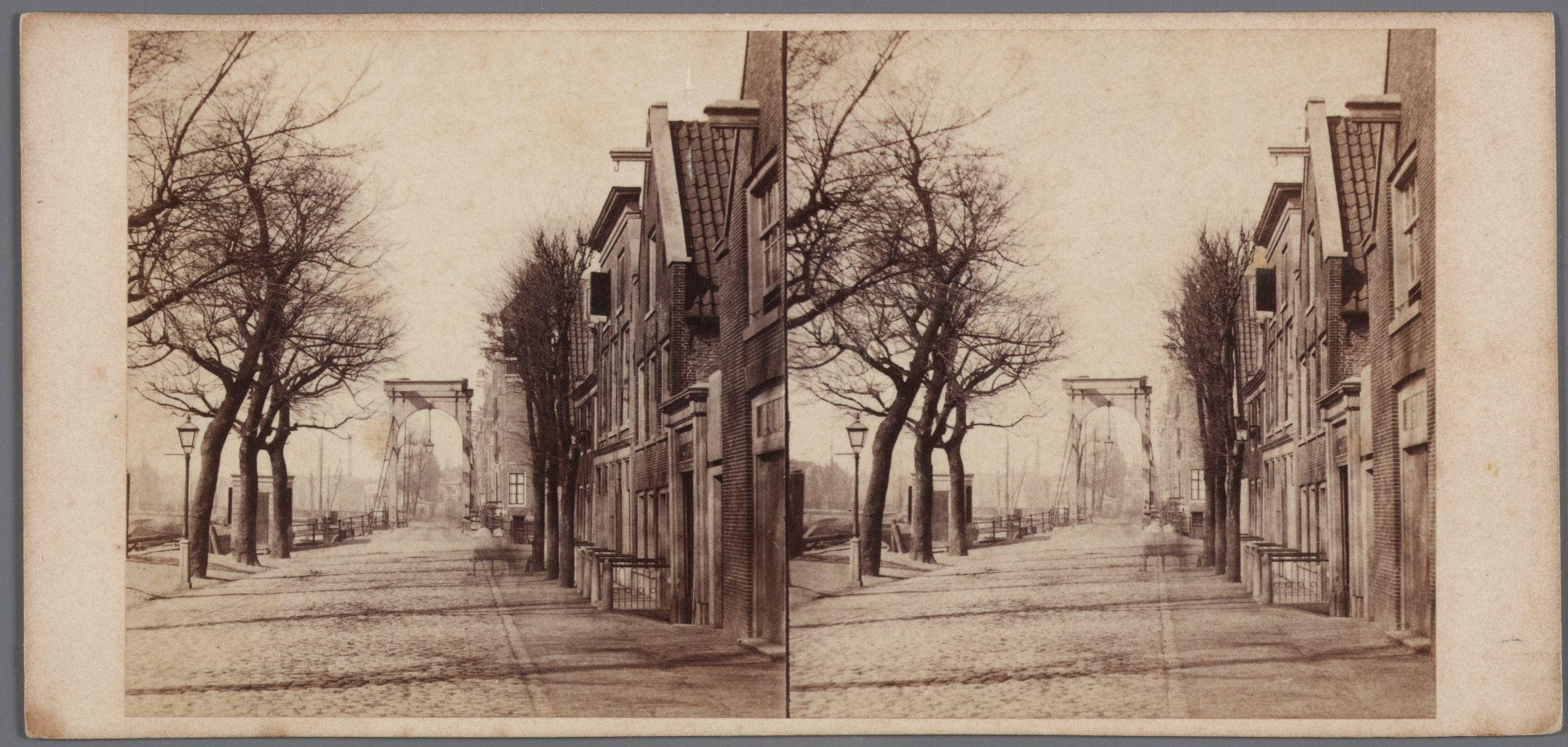
Pieter Oosterhuis met de brug in circa 1863
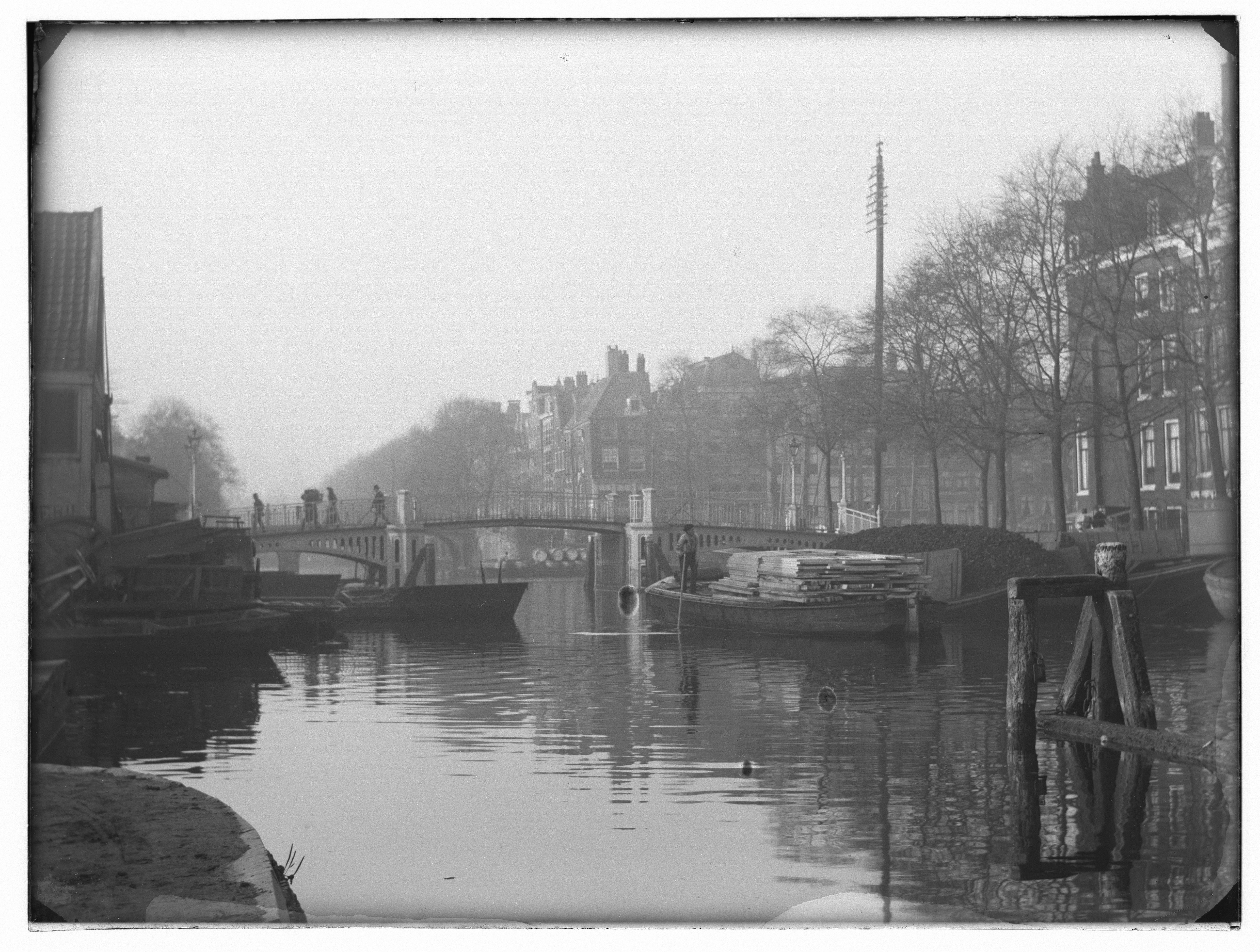
Jacob Olie met de brug in 1891
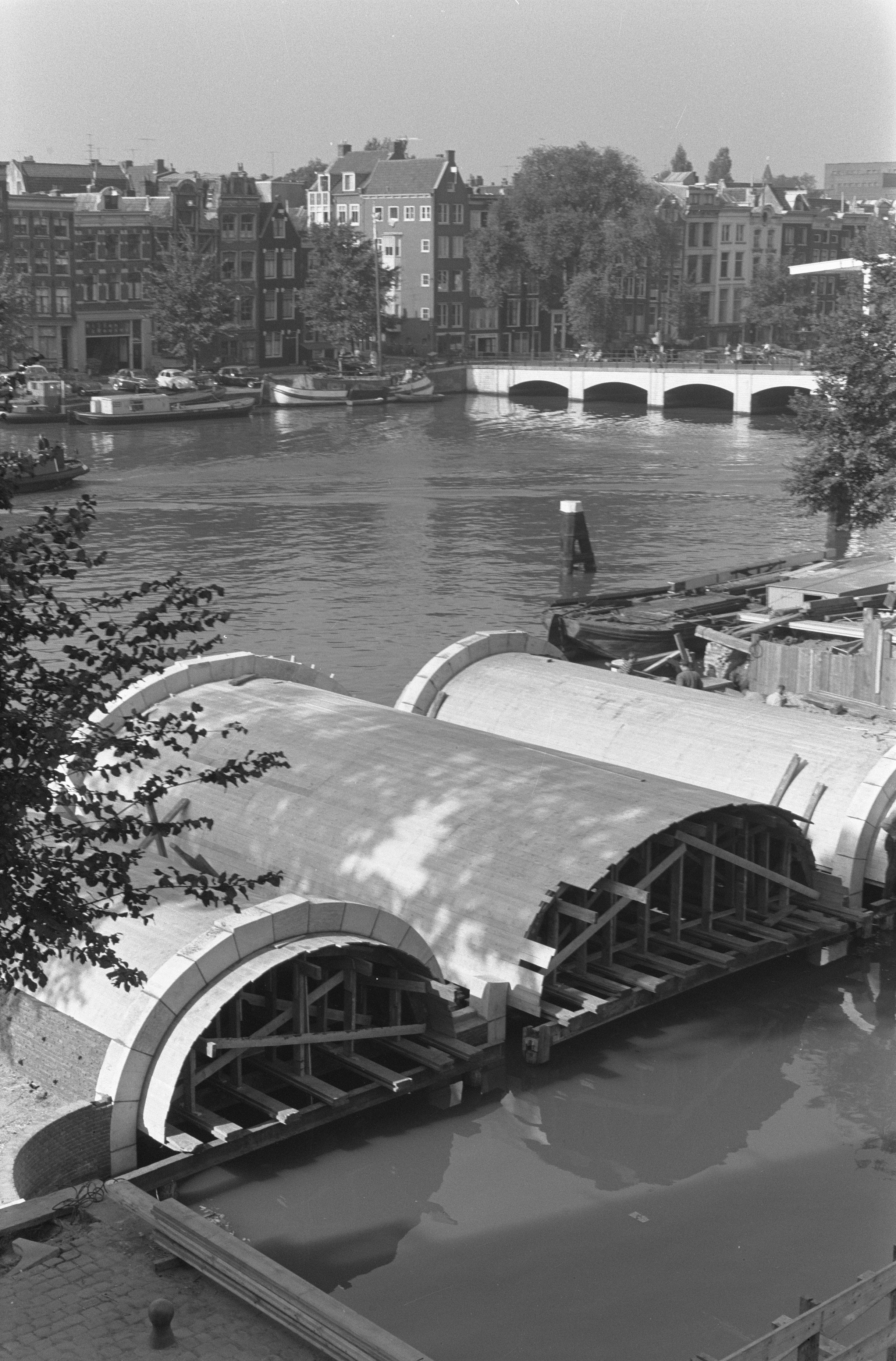
Werken aan de brug in 1959

<<< · 200 · 201 · 202 · 203 · 204 · 205 · 206 · 207 · 208 · 209 ·  210 · 211 · 212 · 213 · 214 · 215 · 216 · 217 · 218 · 220 · 221 · 222 · 223 · 224 · 225 · 226 · 227 · 228 · 228P · 229 · 230 · 231 · 232 · 233 · 234 · 235 · 236 · 237 · 238 · 239 ·  240 · 241 · 242 · 243 · 244 · 245 · 246 · 247 · 248 · 249 ·  250 · 251 · 252 · 253 · 254 · 255 · 256 · 257 · 258 · 259 · 260 · 261 · 262 · 263 · 264 · 265 · 266 · 267 · 270 · 271 · 272 · 273 · 274 · 275 · 277 · 278 · 279 · 280 · 281 · 283 · 285 · 286 · 287 · 288 · 289 · 290 · 291 · 292 · 293 · 295 · 296 · 297 · 298 · 299 · >>>
Brugnummers 219, 268, 269, 276, 282, 284, 294 zijn niet (meer) in omloop.